# Крона, Эдвин
Эдвин Мулле Вильхельм Крона (швед. Edvin Mulle Vilhelm Crona; 25 января 2000 года, Швеция) — шведский футболист, играющий на позиции нападающего. Ныне выступает за шведский клуб «Кальмар», выступающий на правах аренды за клуб «Отвидаберг».

## Клубная карьера
Дрешевич является воспитанником «Кальмара». 24 апреля дебютировал в шведском чемпионате в поединке против «Сириуса», выйдя на замену на 90-й минуте вместо Филипа Сакпекидиса.
Игрок юношеских сборных Швеции. Принимал участие в отборочном турнире к чемпионату Европы 2017 года среди юношей до 17 лет,, куда шведы пробиться не смогли.